# 청령일기

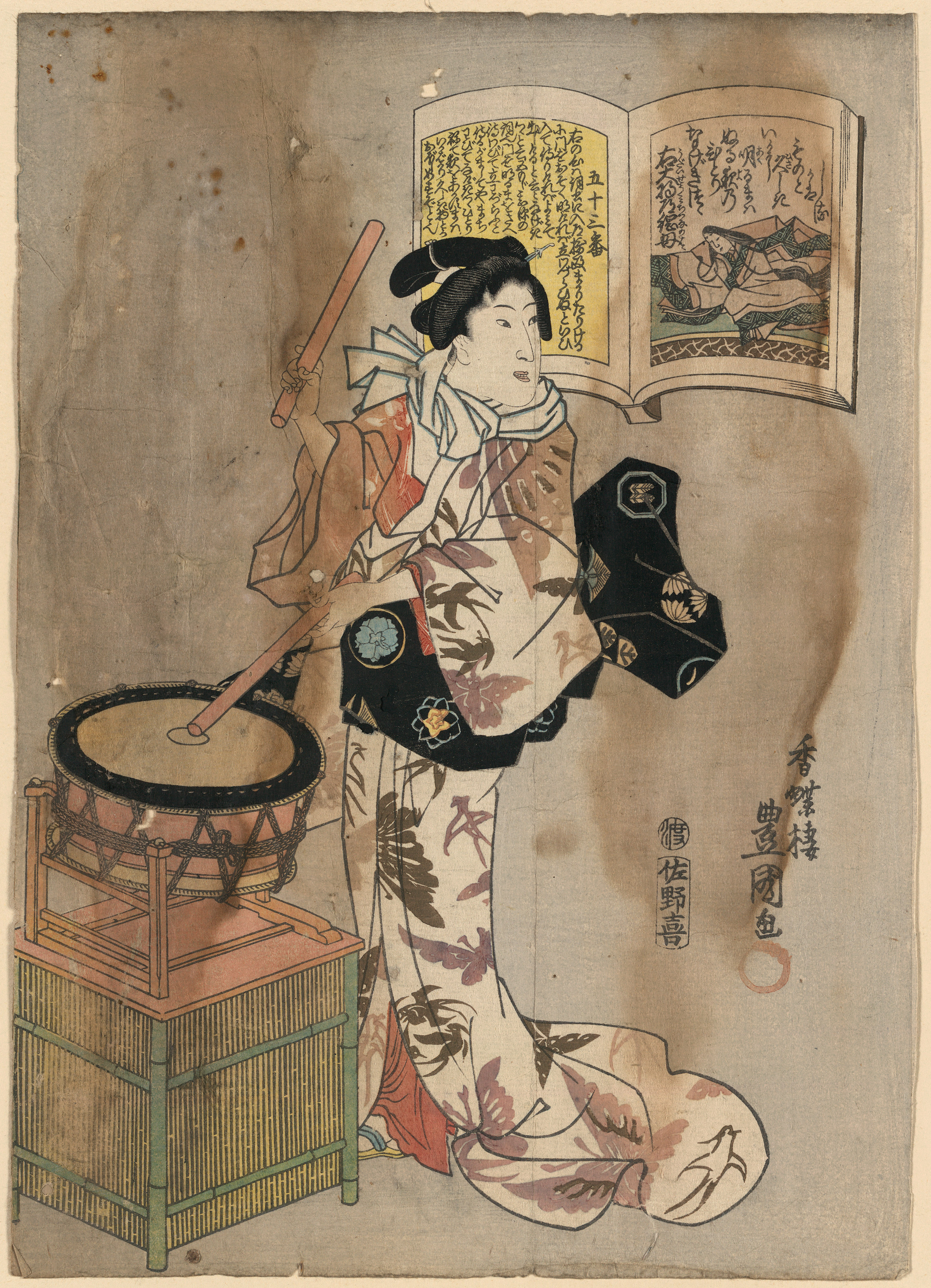
미치쓰나 어머니

청령일기(蜻蛉日記, 가게로 일기)는 ‘하루살이 일기’라는 뜻으로, 미치쓰나 어머니가 지은 수필 비평이다. 당대 최고 권력자였던 후지와라노 가네이에의 아내였던 작자가 일부다처제 아래 남편만을 바라보고 사는 자신의 삶이 마치 하루살이의 일생처럼 허무하다고 느껴 지은 제목이다. 일반적인 헤이안 시대 일기 문학이 ‘여방(女房)’이라는 전문직 여성의 삶을 기록한 것에 비해, 이 작품은 공직에 진출하지 않은 일반 귀족 여성의 개인적 삶을 그리고 있다는 점에서 눈여겨 볼 만하다.

## 배경
자신의 심정을 솔직하게 표현하는 자조문학의 선구적 작품. 젠더적인 여성성을 구현한 최초의 여성 일기 문학. 이와 같은 타이틀을 가지고 있는 ≪청령일기≫는 자신의 결혼 생활을 낱낱이 서술하고 객관화해 헤이안 시대의 여성 문학 가운데서도 보기 드물게 보통의 귀족 여성의 삶을 재현하고 있다는 점에서 그 문화사적 가치가 높고, 세계 문학사, 특히 여성 문학사에서 매우 중요하게 다루어져 왔다.
이 작품에서 작자는 일부다처제에서 오는 심적 고통의 나날들을 유려한 글솜씨로 우아하게 그려 냈다. 특히 작자의 뛰어난 와카 실력은 당시부터 유명했고, 이 작품 속에 등장하는 와카를 통해 그 높은 문학성을 확인할 수 있다. 이 일기에 수록된 와카 가운데 가장 유명하고, 작자의 심정과 일생을 잘 드러낸 이 한 수의 작품, “한숨 속에서 홀로 지새는 밤이 밝기까지는 얼마나 길고 긴지 그대는 아는지요”는 후대의 ≪백인일수(百人一首)≫에도 수록되어 있다.

## 같이 보기
- 일본의 중고문학사